# Природное русло реки Лыбедь
«Природное русло реки Лыбедь» (укр. «Природне русло річки Либідь») — комплексный памятник природы местного значения, расположенный на территории Голосеевского района Киевского горсовета (Украина). Создан 24 октября 2002 года. Площадь — 0,3 га. Землепользователь — историко-культурный памятник-музей «Киевская крепость».

## История
Комплексный памятник природы местного значения был создан решением Киевского горсовета № 96/256 от 24 октября 2002 года, решением научно-методичного совета от 17.06.2004 года № 61, решением Киевского горсовета от 28.12.2004 года № 1061/2471.
Река на протяжении многих лет загрязняется от неконтролируемых сбросов мусора различного характера.

## Описание
Памятник природы занимает русло и прибрежную полосу реки Лыбедь — единственный участок вне канализированного русла между коллектором, что южнее Сапёрно-Слободской улицы, и Столичным шоссе.
Расположен в 500 м от выхода станции метро   Выдубичи.

## Природа
Памятник природы представлен природным участком русла реки Лыбедь, комплексом прибрежно-водной растительности и лесными насаждениями.
Берега реки Лыбедь укрыты насаждениями таких пород деревьев, как граб, вяз гладкий, клён остролистный, также встречаются ива белая и ива трёхтычинковая. Кустарниковый ярус образуют боярышник и бересклет. В травяном ярусе встречаются типичные неморальные виды. Ближе к ж/д мосту через реку Лыбедь на левом берегу сохранились три старых экземпляра ивы белой.
В летний период в прибрежной растительности и на реке встречаются околоводные виды птиц. В дуплах крупных деревьев встречаются летучие мыши. Крупные деревья также служат местом гнездования птиц семейства воробьиные.